# Редькино (озеро, Киев)
Редькино или Министерка (укр. Редькине) — озеро, расположенное на территории Оболонского района Киевского горсовета. Площадь — 0,45 км² (45,1 га). Тип общей минерализации — пресное. Происхождение — антропогенное. Группа гидрологического режима — бессточное.
Название озера происходит от расположенного поблизости, существовавшего в XIX веке, хутора Редькино.

## География
Длина — 1,6 км. Ширина наибольшая — 0,39 км. Озеро используется для рекреации и рыболовства.
Расположено на правом берегу Днепра западнее улицы Богатырская и восточнее Пуща-Водицкого леса, непосредственно южнее улицы 12 линия садового товарищества Оболонь-2. Севернее и восточнее озера расположены садовые товарищества Оболонь, Оболонь-2, Чернобылец-2001 и котеджный городок Итальянский квартал. Восточнее озера проходит ж/д линия.
Озёрная котловина неправильной округлой формы, вытянутая с севера на юг. Озеро создано в результате заполнения водой карьера гидронамыва, в 1970-е года сформировалось в современное озеро. Берега пологие, поросшие камышовой растительностью. Окружено зелёной зоной, есть пляж.
В 1960-х годах поблизости был создан партийный санаторий, после распада СССР участок перешёл в ведение Государственного управления делами Президента. До 2014 года значительная часть пляжа была огорожена бетонным забором, который снесли активисты. В феврале 2017 года Комиссия по вопросам градостроения Киевского горсовета согласовала создание парка отдыха вокруг озера, с площадью 30,45 га.